# حصون
حصون (به عربی: حصون) یک منطقهٔ مسکونی در لبنان است که در شهرستان جبیل واقع شده‌است.
 حصون   ۹۱۶ متر بالاتر از سطح دریا واقع شده‌است.